# ابریگو دو لاگار ولهو
ابریگو دو لاگار ولهو (انگلیسی: Abrigo do Lagar Velho) یک پناهگاه سنگی در دره لاپدو، یک دره سنگ آهک در ۱۳ کیلومتری مرکز لیریا در شهرداری لیریا در منطقه مرکزی، پرتغال در کشور پرتغال است. این سایت به دلیل کشف یک کودک انسان کرومانیون ۲۴۰۰۰ ساله، که بعدها به عنوان کودک لاپدو شناخته شد، شهرت دارد.